# Il Misogallo
(Vittorio Alfieri, Il Misogallo, Avviso al lettore)
Il Misogallo (parola derivante dal greco e dal latino che significa "colui che odia i francesi") è un'opera letteraria satirica di Vittorio Alfieri, comprendente generi diversi (in particolare prose e rime) ispirati agli eventi della Rivoluzione francese tra l'insurrezione di Parigi nel luglio 1789 e l'occupazione francese di Roma nel febbraio 1798. Il sottotitolo dell'opera è "Prose e rime di Vittorio Alfieri da Asti".
In quest'opera antifrancese, Alfieri, con una critica feroce e pungente, rivede i suoi primi lusinghieri apprezzamenti rivolti alla Rivoluzione convogliati nell'ode A Parigi sbastigliato.
La Francia in genere, e la Rivoluzione in particolare, sono dall'Alfieri considerate ree di aver tradito e screditato l'ideale di libertà con i sanguinosi eccessi del Terrore. Alfieri, sentendosi tradito in ciò che ha di più caro rivolge contro i francesi durissimi attacchi e invettive sarcastiche.

## La pubblicazione
Le pagine di prosa e di poesia del Misogallo furono scritte fra il 1789 e il 1798, raccolte, selezionate ed ordinate tra il 1793 e il 1795. Nel 1799, Alfieri stampò in forma anonima una parte del Misogallo con il titolo Contravveleno poetico per la pestilenza corrente.
La prima edizione completa venne stampata postuma presumibilmente a Pisa nel 1814, dopo la caduta di Napoleone Bonaparte e alla vigilia della Restaurazione, con la fittizia dicitura Londra 1799 e una Intenzione dell'Autore a inizio volume che invitava a conservare copia del manoscritto qualora fosse capitata in mani diverse da chi l'aveva in custodia, chiedendo all'autore stesso il da farsi o procedendo alla stampa in caso l'autore non fosse stato più in vita.

## Contenuti e commento

### L'odio antirivoluzionario e ilmisogallismo
(da Vita di V. Alfieri, Epoca quarta, 1795, capitolo XXIV)
(Epigrafe sotto il rame allegorico.)
 Anche nella Vita scritta da esso vi sono molti attacchi alla Francia, che Alfieri dice di non aver mai troppo amato nemmeno quando vi abitò, e soprattutto dopo la fuga a causa della rivoluzione, ma questo viene portato all'estremo nel Misogallo.
Le rivolte incombenti, il sequestro di beni e libri, il rischio della vita, la minaccia di arresto alla contessa d'Albany, la rocambolesca uscita di Parigi e l'invasione in Italia, portano Alfieri ad un ripudio totale e senza compromessi di quelli che definisce con vari epiteti "barbari", "gamberi", "scimiotigri", "plebaglia", "pidocchi", "antropofagi", "schiavi cannibali assassini" ecc.
Il linguaggio letterario di Alfieri è di solito elevato, aulico e serio, e solo nel Misogallo, nelle commedie e nelle Satire egli usa una terminologia più bassa, popolaresca o ironica, fino al sarcasmo feroce. Si veda il sonetto XXIII del Misogallo (16 aprile 1793) che allude alla sconfitta francese nella battaglia di Neerwinden (1793): 

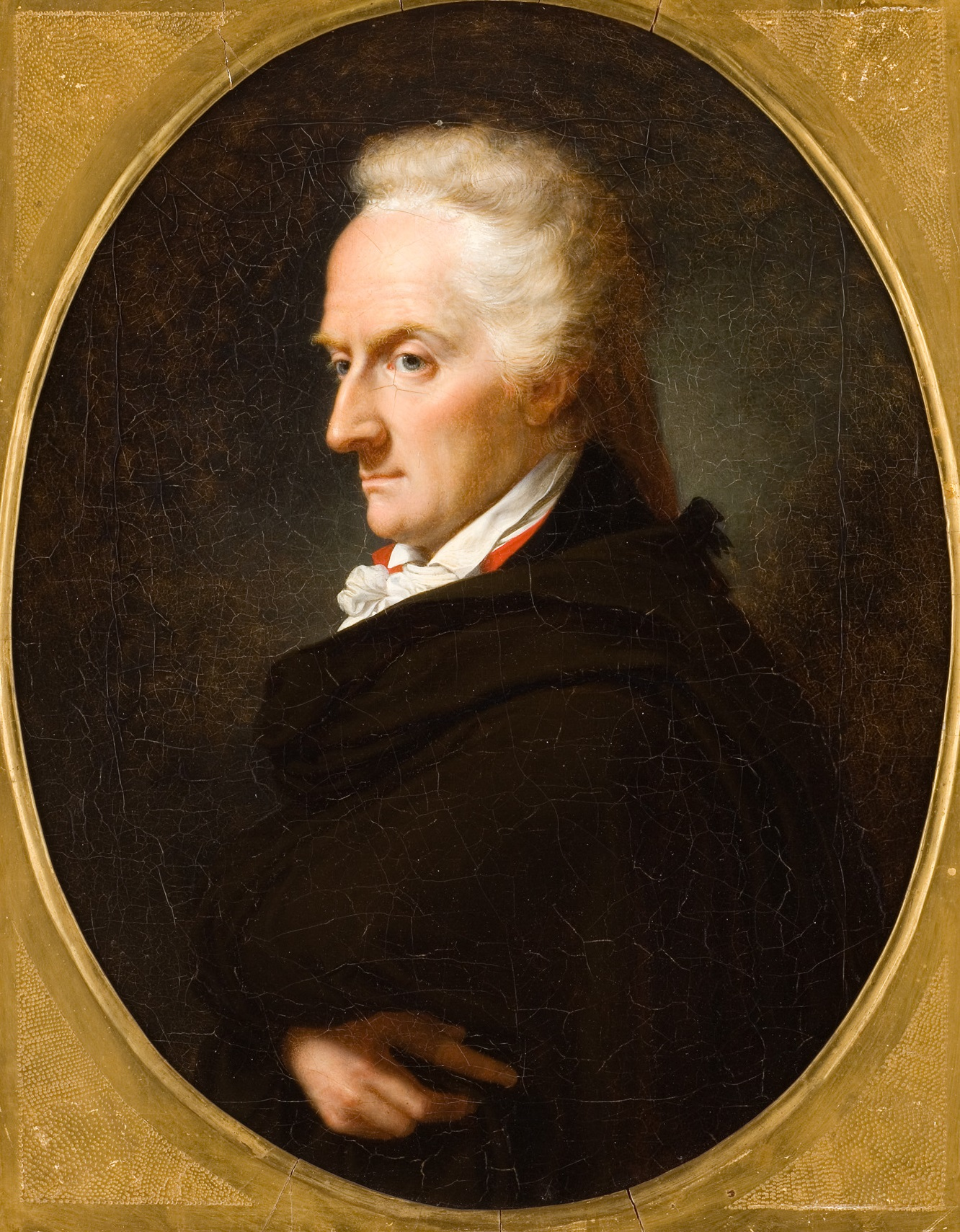
Vittorio Alfieri ritratto da François-Xavier Fabre nel 1796

L'opera aggrega generi diversi: prose (sia discorsive sia in forma di dialogo tra personaggi), sonetti, epigrammi e un'ode. Si tratta della ritrattazione completa dell'ode Parigi sbastigliato, e comprende una rivalutazione della figura umana di Luigi XVI (considerato un re troppo gentile per i "vili francesi", come si evince dalla citazione del biblica anteposta ad una delle prose) contro il tirannico Robespierre, a cui vengono attribuite in toto le opinioni e le azioni dei rivoluzionari, durante il dialogo immaginario col re, in cui viene fatto anche un elogio di Charlotte Corday che uccise Marat. La Corday è paragonata a Marco Giunio Bruto il cesaricida, personaggio storico assai stimato dall'astigiano, che lo aveva celebrato nel Bruto secondo. I vecchi re sono stati sostituiti dai nuovi tiranni, mentre sul re deposto si accanisce la massa che Alfieri detesta. Oltre alla prosa III e V, sempre su Luigi XVI è anche il sonetto XXII, che richiama La Basvilliana di Vincenzo Monti senza la parte apologetica religiosa: 

Vi è anche un componimento, il sonetto XII, dedicato a Maria Teresa Luisa di Savoia, principessa di Lamballe, amica di Maria Antonietta brutalmente trucidata durante i massacri di settembre, mentre il sonetto XXIV è dedicato alla regina stessa e al delfino Luigi Carlo. In questi casi, il tono ritorna drammatico come nelle tragedie alfieriane e in molte Rime:
In alcune parti l'autore sembra quasi aderire all'ideologia reazionaria o conservatrice di Edmund Burke in nome della controrivoluzione, ad esempio si veda l'epigramma XI, un attacco al filosofo Thomas Paine (appellato come sedizioso, plebeo e ignorante), che pure era un illuminista moderato che finì incarcerato per aver votato contro la pena di morte per il re. Questi componimenti si riferiscono tutti al periodo compreso tra l'insurrezione di Parigi nel luglio 1789 e l'occupazione francese di Roma nel febbraio 1798.
È una feroce critica di Alfieri sulla Francia, sui francesi e sulla Rivoluzione, ma egli rivolge l'invettiva anche verso il quadro politico e sociale europeo, verso i molti tiranni antichi e recenti, che dominarono e continuavano a dominare l'Europa. Per l'Alfieri, «i francesi non possono essere liberi, ma potranno esserlo gli italiani», mitizzando così un'ipotetica Italia futura, «virtuosa, magnanima, libera ed una». Alfieri è quindi un controrivoluzionario e un aristocratico (anche se la "nobiltà" non è per lui "di nascita", prova ne sia il disprezzo per la sua stessa classe sociale, ma quella dell'animo forte, dotato del "forte sentire") anche se non si può certo definire un vero reazionario, essendo un uomo che esaltava il valore della libertà individuale, che ritenne potesse essere preservata dalla nuova Italia che sarebbe nata.
(Epigramma XVII, 25 febbraio 1795)
Riguardo al Misogallo e all'atteggiamento antifrancese di Alfieri, scrisse l'abate di Caluso (molto più conciliante verso Napoleone) nel 1804 nella lettera che chiude la Vita,  attribuendo ciò non "giudizio di un freddo filosofo" in cui non "è mai l'odio di nazione alcuna" ma al fatto che Alfieri scrive "come un amante passionatissimo".
Alfieri attacca poi anche la lingua francese:
L'autore include anche delle lettere inviate al governo francese per richiedere i propri libri indietro.

### Alfieri e le ideologie rivoluzionarie
(Lettera di Vittorio Alfieri al Presidente della plebe francese (ossia della Convenzione nazionale), da Il Misogallo, parte I)
Alfieri fu contrario alla pubblicazione che fu fatta in Francia dei suoi trattati giovanili in cui esprimeva le sue idee anti-tiranniche in maniera decisa, lasciando trasparire anche un certo anticlericalismo, come il trattato Della tirannide; tuttavia, anche dopo la pubblicazione de Il Misogallo, non ci fu in lui un rinnegamento di queste posizioni, quanto la scelta del male minore, ovvero il sostegno verso chiunque si opponesse al governo rivoluzionario, che lo faceva inorridire per lo spargimento di sangue del regime del Terrore - sia contro nobili e antirivoluzionari, sia contro rivoluzionari non giacobini e per aver portato la guerra in Italia; secondo Mario Rapisardi egli, che non era anti-riformista (purché il rinnovamento venisse dall'alto, dal legislatore, e non dalla pressione e dalla violenza popolare), aveva paura di essere confuso con i "demagoghi francesi", che incitavano la "plebe". 

Così si espresse nel trattato sopracitato a proposito della religione cattolica, che egli giudica un mezzo di controllo sul popolo meno istruito (anche se, in fondo, dannoso anche per l'attitudine "da schiavo" che induce in esso), poco valido per un letterato o un filosofo: «Il Papa, la Inquisizione, il Purgatorio, la Confessione, il Matrimonio indissolubile per Sacramento e il Celibato dei preti, sono queste le sei anella della sacra catena» e «un popolo che rimane cattolico deve necessariamente, per via del Papa e della Inquisizione, divenire ignorantissimo, servissimo e stupidissimo». La sua accusa alla Rivoluzione è quindi anti-tirannica da una parte e culturale dall'altra, non ritenendo che un culto astratto - come il cosiddetto culto della Ragione o quello dell'Essere supremo - fosse adatto a contenere, con insegnamenti morali, il popolo ignorante dell'epoca. Inoltre, pur detestando parte dell'alto clero e della nobiltà, non approvava l'odio indiscriminato e gli assassini legalizzati con la ghigliottina di cittadini francesi colpevoli solo di essere di famiglia nobile o membri del basso e medio clero, o di aver espresso opinioni contrarie al governo rivoluzionario. In una lettera all'abate di Caluso del 1802, Alfieri ribadisce privatamente le sue tesi giovanili sull'Ancien Regime e sul papato (che quasi rinnegava invece pubblicamente, ne Il Misogallo e nelle Satire): 
 La tesi di un Alfieri convertito deriva principalmente da alcune lettere del Caluso, da certi brani del Misogallo, dal sonetto 250 sul culto cattolico del 1795 ("Alto, devoto, místico ingegnoso; [...] Utile ai più, chi può chiamarla Errore? / Con leggi accorte, alcun suo mal si ammende") e dall'attacco a Voltaire nella satira L'antireligioneria, dove accusa i philosophes di aver empiamente dileggiato e superficializzato il cristianesimo e la religione in generale, avendo di fatto gettate le basi per i disastri della rivoluzione francese. Secondo Alfieri è molto pericoloso distruggere un sistema di pensiero religioso, senza prima averlo sostituito con uno nuovo e altrettanto capace di essere compreso dal popolo, verso cui l'autore non nutre alcuna fiducia, e funzionare da garante di ordine. In realtà Alfieri, seppur apprezza alcuni aspetti del cristianesimo, dell'ebraismo e dell'islam rispetto al paganesimo e all'ateismo, afferma tuttavia implicitamente di non avere una fede personale ("Certo, in un Dio fatt'uom creder vorrei / A salvar l'uman genere, piuttosto / Che in Giove fatto un tauro a furti rei"). Si ricorda poi l'epigramma anticlericale del 1785 riportato nelle Rime: «Sia pace ai frati, / Purchè sfratati: / E pace ai preti, / Ma pochi e queti: / Cardinalume / Non tolga lume: / Il maggior prete / Torni alla rete: / Leggi, e non re: / L’Italia c'è». Anche nel Misogallo si trovano versi sarcastici contro il papato.

### Appello all'Italia
Il Misogallo si apre e si chiude con delle pagine ispirate ad un forte patriottismo italiano che trova secondo Alfieri una delle sue ragioni storiche e naturali proprio nel sentimento antifrancese.
(Vittorio Alfieri, Il Misogallo, prosa prima, Alla passata, presente e futura Italia)
(V. Alfieri, Il Misogallo, "Conclusione")